# Theo Martens
Theo Gunnar Martens (* 20. Januar 2003 in Rostock) ist ein deutscher Fußballspieler.

## Karriere
Das Fußballspielen begann Martens beim Rostocker FC und wechselte dann in die Jugend von Hansa Rostock, wo er sämtliche Jugendmannschaften durchlief. Im Jahr 2018 wechselte er für ein Jahr nach Sachsen zu RasenBallsport Leipzig in die dortige U17-Jugendmannschaft und kehrte in Anschluss wieder nach Rostock zurück. Ab 2021 spielte er für Hansa in der A-Junioren-Bundesliga, erhielt aber auch in der zweiten Herrenmannschaft, die in der Oberliga Nordost vertreten war, weitere Einsätze für die Ostseestädter. 
Am 33. Spieltag der Saison 2021/22 schließlich gab er unter Trainer Jens Härtel sein Debüt in der 2. Bundesliga. Während des Auswärtsspiels beim FC Ingolstadt 04 (0:0) wurde er in der Schlussphase für Nik Omladič eingewechselt. Im Mai 2022 erhielt der 18-Jährige seinen ersten und auf drei Jahre angelegten Profivertrag bei den Rostockern. Fünf Monate später wurde er aus disziplinarischen Gründen in die 2. Mannschaft versetzt. In der Winterpause 2022/23 signalisierte der neue Cheftrainer Patrick Glöckner, dass Martens den Schritt zurück zu den Profis schaffen könne, was folgend jedoch ausblieb. Bis dahin trainierte er weiter bei der U23-Oberligamannschaft mit.
Im Januar 2023 wechselte Martens bis zum Ende der Saison 2022/23 auf Leihbasis in die viertklassige Regionalliga Nordost zum Aufsteiger Greifswalder FC. Im Mai 2023 wurde bekannt, dass Martens auch in Greifswald aus disziplinarischen Gründen Ende April suspendiert wurde.
Am 4. Juli 2023 teilte der F.C. Hansa mit, dass sich Martens und der Verein per sofortiger Vertragsauflösung voneinander trennen. Kurz darauf schloss er sich dem Regionalligisten FSV Zwickau an. Für die Westsachsen stand er in der Saison 2023/24 – mit Ausnahme einer Gelbsperre – in jedem Spiel auf dem Platz. Im Folgejahr schloss er mit den Zwickauern auf dem 4. Platz ab und bestritt 25 Spiele.